# Bradie Ewing
Bradie Ewing (Richland Center, 26 dicembre 1989) è un ex giocatore di football americano statunitense che gioca nel ruolo di fullback per i Jacksonville Jaguars della National Football League (NFL). Fu scelto nel corso del quinto giro (157º assoluto) del Draft NFL 2012 dagli Atlanta Falcons. Al college ha giocato a football a Wisconsin.

## Carriera professionistica

### Atlanta Falcons
Il 28 aprile 2012, Ewing fu scelto nel corso del quinto giro del Draft 2012 dagli Atlanta Falcons. Il 10 agosto, l'allenatore Mike Smith annunciò che Bradie avrebbe perso l'intera stagione 2012 a causa di un infortunio al ginocchio subito nella prima gara di pre-stagione, persa dai Falcons 31-17 contro i Baltimore Ravens al Georgia Dome. Il 21 marzo 2014 fu svincolato.

### Jacksonville Jaguars
Il 25 marzo 2014, Ewing firmò con i Jacksonville Jaguars.

## Statistiche
| Partite totali      | 2 |
| Partite da titolare | 2 |

Statistiche aggiornate alla stagione 2013